# Miere (film)
Miere (în turcă Bal) este un film dramatic turcesc din 2010 regizat de Semih Kaplanoğlu⁠(d), a treia și ultima parte a „Trilogiei Yusuf”, care include Oul (Yumurta, 2007) şi Lapte (Süt, 2008). A avut premiera la 16 februarie 2010 în competiție la cel de-al 60-lea Festival Internațional de Film de la Berlin, unde a fost al treilea film turcesc, după Susuz yaz în 1964 și Cu capul înainte în 2004, care a câștigat premiul Ursul de Aur.  Filmul, care a fost lansat general în toată Turcia la 9 aprilie 2010, a fost selectat ca propunerea Turciei la premiul Oscar pentru cel mai bun film străin la a 83-a ediție a premiilor Oscar, dar nu a ajuns pe lista finală.

## Prezentare
În regiunea îndepărtată și nedezvoltată din estul Mării Negre, un băiat de șase ani (Yusuf) rătăcește prin pădure în căutarea tatălui său care s-a pierdut, încercând să dea un sens vieții sale. Tatăl său este un apicultor ale cărui albine au dispărut pe neașteptate, amenințându-i existența. Un accident bizar l-a ucis pe tatăl său. Filmul conține puține dialoguri și muzică. Cele trei personaje principale (Yusuf și părinții săi) sunt toate destul de taciturne, iar coloana sonoră este completată cu sunetele pădurii și ale creaturilor care trăiesc în ea. Mediul înconjurător este o temă recurentă.

## Distribuție
- Erdal Beșikçioğlu ca Yakup
- Tülin Özen ca Zehra
- Alev Uçarer
- Bora Altaș ca Yusuf
- Ayșe Altay

## Producție
Mierea este ultima parte din „Yusuf”, o trilogie autobiografică a lui Kaplanoğlu, numită după personajul central, precedată de Oul (Yumurta, 2007) și Lapte (Süt, 2008). Oul a fost proiectat la Cannes, Lapte la Veneția. Trilogia se desfășoară în ordine cronologică inversă, iar Miere explorează copilăria timpurie a lui Yusuf.
Miere a fost filmat în districtul Çamlıhemșin din Provincia Rize din nord-estul Turciei și a fost produs în coproducție de Kaplan Film Production din Turcia și Heimatfilm⁠(d) din Germania și filmat în munții Turciei. Scenariul a fost susținut de o subvenție de 25.000 de lire turcești (aproximativ 12.000 de euro sau 16.500 de dolari americani) din partea Fondului de dezvoltare a scenariului al Festivalului de Film Eurasia din Antalya, în timp ce producția a fost susținută cu o finanțare din partea fondului Eurimages al Consiliului Europei, Fundația pentru Film din Renania de Nord Westfalia și posturile de televiziune ZDF și ARTE. 

## Primire critică
Filmul a avut recenzii pozitive din partea criticilor. Pe Rotten Tomatoes are un scor de 88%, pe baza a 25 de critici profesioniste care au dat filmului o recenzie pozitivă.
Katja Nicodemus (Die Zeit) a lăudat filmul ca pe o „narațiune existențială despre viziunea privind lumea a unui copil, despre pierdere și doliu”. Ea laudă ritmul calm și fotografia peisajului: „În Miere, crezi că poți simți ploaia care cade pe băiat în drum spre școală”.
Detlef Kuhlbrodt (Die Tageszeitung) a scris despre filmul „meditativ” al lui Kaplanoğlu, în timp ce Christina Tilmann (Tagesspiegel) l-a descris ca fiind „unul dintre cele mai frumoase și mai intime filme ale acestui festival[...] un film care permite spectatorului să viseze. Se simte ca vântul, ca oxigenul, ca aerul pe care dorești să-l păstrezi cât mai mult. Sau ca Soarele care strălucește în pădure printre copaci minunați ... ”

## Premii
Miere a învins alte 19 filme din toată lumea pentru a câștiga Ursul de Aur.  Câștigarea acestui premiu a fost considerată ca o „surpriză” de către unii. Kaplanoğlu a reacționat reamintind o întâlnire cu un urs în timp ce filma: „Ursul s-a întors acum”. La o conferință de presă, regizorul a spus: „Pentru filmul turc, acesta este un premiu foarte semnificativ. Este un impuls pentru a face filme mai bune”. A fost nominalizat la categoriile cel mai bun film, cel mai bun regizor și cea mai bună cinematografie la cea de-a 23-a ediție a premiilor filmului european.